# L'Étincelle (bulletin)
Pour les articles homonymes, voir L'Étincelle.
L'Étincelle est un bulletin publié sous pseudonymes du groupe d'intellectuels en rupture avec la ligne officielle du Parti communiste français (PCF) notamment sur la question de la guerre d'Algérie ou encore la répression des révoltes de Budapest par les troupes soviétiques en 1956. Le bulletin, tiré à plusieurs milliers d'exemplaires, est actif pendant les années 1956-1957. La fusion est un moment envisagée avec le bulletin Tribune de Discussion, d'influence trotskyste et animé notamment par Félix Guattari et Denis Berger.
Ses membres comptent notamment Hélène Parmelin et son époux le peintre Édouard Pignon, Henri Lefebvre (philosophe-urbaniste), François Châtelet (philosophe), Anatole Kopp (architecte) ou encore Yves Cachin (chirurgien, neveu de Marcel Cachin).